# Station Gwiazdówko
Station Gwiazdówko was een spoorwegstation in de Poolse plaats Gwiazdówko.